# Kipling (marca)
Kipling é uma marca de moda fundada em 1987, em Antuérpia, Bélgica. A marca é parte da VF Corporation desde 2004. A sua mais famosa coleção é Básica, reconhecível a partir de seu exclusivo crinkled nylon, seu logo redondo e seu chaveiro de macaco. Kipling vende bolsas, mochilas, sacolas, malas e acessórios.

## História

### Fundação
Kipling foi fundada em 1987 em Antuérpia, Bélgica.

### Linha do tempo
- 1986: Os fundadores originais da Kipling decidiram criar uma nova companhia de mochilas.
- 1987: A empresa Kipling foi fundada em Antuérpia, Bélgica.
- 1987: As primeiras bolsas da Kipling foram entregues na Bélgica.
- 1989: Kipling Holanda fundada.
- 1992: Kipling básica foi criada.
- 1993: Kipling vendido, pela primeira vez na Itália, EUA e começa uma expansão internacional.[3]
- 1993-1999 : Expansão da Kipling lojas de varejo na Bélgica e internacionalmente
- 1997: Kipling chega ao Brasil
- 2003: A primeira franquia independente da Kipling abre na Espanha, assim lançando um novo canal de vendas
- 2005: Aceleração da expansão internacional
- 2005: Novos estilos de mochilas
- 2006: o Novo posicionamento da marca e a nova direção de arte. Houve uma campanha pelo fotógrafo Serge Leblon. Kipling começar a anunciar em revistas de moda na Europa.
- 2007: Novos materiais foram introduzidos (couro, tecido novo) e a nova mochila "Katie"
- 2009: Mais de 215 lojas Kipling operam em todo o mundo em capitais como Paris, Londres, Hong Kong. A primeira loja-conceito da 'Casa de Kipling," abre no Keyserlei 48, Antuérpia, Bélgica.,[4][5]
- 2012: Kipling e oito artistas, Sarah Illenberger, Rankin, Paulo Sepulturas, Alex Salinas, Javier Mariscal, Vincent Gapaillard, Li Wei e Príncipe Lauder colaboraram em um saco de "remix" do projeto. Começando a partir das clássicas mochilhas azul e vermelho da Kipling, oito peças de mochila artística foram mostradas.
- 2018: Kipling retorna às suas origens, incluindo produtos unissex à linha e abraçando sua casualidade urbana.[6][7]

## Marca
O nome da Kipling foi inspirado por Rudyard Kipling, autor de O Livro da Selva. Os designers originais queriam um nome de todos no mundo poderia pronunciar – um nome que não teria nada de estranho ou inesperado significados em outro idioma.
O chaveiro em formato de macaco é, geralmente, associado à marca Kipling. Cada mochila da Kipling vem com um chaveiro de macaco. Originalmente, havia apenas um tipo de macaco. Já que a Kipling desenvolve várias coleções que representam vários estilos, o macaco evoluiu do mesmo modo. Agora cada conjunto corresponde a um tipo de macacos.
Os originais macacos peludos da marca Kipling tem uma etiqueta com um nome. Os diferentes nomes vêm de funcionários Kipling em todo o mundo. Cada nome corresponde a uma cor.
No Brasil, é a mais admirada pelos colaboradores e consumidores entre as empresas varejistas de malas e bolsas, segundo o IBEVAR.

## VF Corporation
Kipling é parte do grupo de "artigos esportivos" de VF Corporation, que também inclui Vans, The North Face e Jansport. Em 2009, a receita total da VF Corporation foram de $7,220 milhões de dólares.
A marca Kipling emprega cerca de 220 pessoas em vendas e marketing em todo o mundo, além de várias centenas a mais de pessoas no VF organizações de apoio e fábricas. Vendas no varejo em 2009 foram cerca de €350 milhões. A marca emprega diretamente em vendas, marketing e design, juntamente com as pessoas em VF organizações e fábricas.
A empresa opera 215 lojas e 450 cantos e shop-in-shops e vende através de 4.000 lojas multimarcas e sites.
Vera Breuer é a presidente da empresa.
A empresa abriu lojas em mais de 200 locais, incluindo Paris, Londres, Tóquio, Hong Kong, Taiwan, e São Paulo.
Suas bolsas também são vendidos em mais de 500 quiosques e pontos dentro de lojas de departamento, além de distribuição de 4.200 lojas multimarcas.
A sede da Kipling foi alterada em 2004, após a marca foi comprada pela VF Corporation. Porém, voltaram à sua origem em 2019, à Antuérpia, Bélgica.

### A propriedade e a participação
- 1987 janeiro: Kipling empresa foi fundada em Antuérpia, Bélgica
- 1992: Os fundadores originais venderam a empresa Kipling um proprietário privado
- 1997: Kipling começa a ser distribuída no Brasil exclusivamente pelo Grupo Aste.
- 1999: Kipling foi vendida para o banco Suíço UBS Capital
- 2002: Kipling re-adquirida pelo proprietário privado
- 2004: Kipling comprada pela VF Corporation[9]

## Colaborações
- Outono/inverno 2008: Gloria Coelho, em parceria com a Kipling, lançou uma prévia da coleção de inverno de 2008, durante o São Paulo Fashion Week. Quatro mochilas foram criadas a partir desta associação, que representa a Kipling e a Brasileira Gloria Coelho estilos.
- Primavera/verão 2009: Cathy Pill é uma designer de moda belga. Ela estudou em La Cambre, desfilou durante a Haute Couture week in Paris. Kipling e Cathy Pill criaram, conjuntamente, nove bolsas de couro de cordeiro para a coleção Haute Couture de Cathy Pill.
- Outono/inverno 2009: Valéria Siniouchkina é um designer belga-russo e fundador da "Meninas De Omsk". Ela colaborou com a Kipling para a primavera-verão 2009 coleção. A coleção resultante desta colaboração destaque gráfico, interior estampas e cores vivas.
- Primavera/Verão 2010: Anna e Macarena, designers espanhóis do El Delgado Buil, projetaram seis bolsas e três acessórios, usando decoração de coração, mechas de cabelo de impressões, de nylon com nobuck, enfeites e franjas. A coleção El Delgado Buil que incluía Kipling foi apresentada na primavera-verão de 2010, a passarela em Cibeles Madrid Fashion Week.
- Outono/inverno 2010: A marca de Peter Pilotto é encabeçada por designers Christopher De Vos e Peter Pilotto. O diretor artístico da Kipling, e os dois vencedores do Emerging Talent Award 2009 colaboraram para criar duas coleções de bolsa diferentes, com dois tipos de impressões. Um apresenta um espaço e o outro mecânica. O resultado desta colaboração foi de 11 bolsas e 5 acessórios, incluindo mochilas, mochilas bum e bolsas de compras.[10]
- Outono 2013: Coleção com Helena Christensen[11]
- Na primavera de 2014: Coleção com Natalie Joos: um carrinho de coleção com o Belga blogueiro e escritor de moda Natalie Joos, em Nova York.
- Queda De 2015: David Bromstad lança coleção de Bagagem
- Primavera 2019: Colaboração com Mickey e Minnie
- Inverno 2019: Colaboração com Disney para o lançamento de Frozen II

## Modelos
Elise Crombez , foi escolhida como modelo para o outono inverno de 2009, bem como para a primavera verão 2010 Kipling coleção. Anouck Lepère foi escolhido como modelo para o outono inverno 2010 Kipling coleção. Ela é também posando para Peter Pilotto colaboração com Kipling.